# Мироновский сельсовет
Мироновский сельсовет — сельское поселение в Баганском районе Новосибирской области Российской Федерации.
Административный центр — село Мироновка.

## История
Статус и границы сельского поселения установлены Законом Новосибирской области от 2 июня 2004 года № 200-ОЗ «О статусе и границах муниципальных образований Новосибирской области»

## Население
| 2002  | 2010  | 2012  | 2013  | 2014  | 2015  | 2016  |
| ----- | ----- | ----- | ----- | ----- | ----- | ----- |
| 1384  | ↘1336 | ↘1323 | ↘1295 | ↘1274 | ↗1283 | ↘1268 |
| 2017  | 2018  | 2019  | 2020  | 2021  |       |       |
| ↗1289 | ↘1288 | ↗1292 | ↘1257 | ↘1246 |       |       |

## Состав сельского поселения
| № | Населённый пункт | Тип населённого пункта       | Население |
| - | ---------------- | ---------------------------- | --------- |
| 1 | Воскресенка      | село                         | ↘270      |
| 2 | Мироновка        | село, административный центр | ↘782      |
| 3 | Петрушино        | деревня                      | ↘284      |

### Упразднённые населённые пункты
- Воронежское — упразднённое в 1980 году село.
- Новополтавка — упразднённое в 1978 году село.